# Dolerocypria taalensis
Dolerocypria taalensis is een mosselkreeftjessoort uit de familie van de Candonidae. De wetenschappelijke naam van de soort is voor het eerst geldig gepubliceerd in 1937 door Tressler.